# Bernhard Sabel
Bernhard A. Sabel (Treviri, 1957) è uno psicologo tedesco.
Nei suoi oltre 30 anni di ricerca  ha pubblicato oltre 200 articoli in cui ha studiato le opzioni di trattamento dei problemi visivi mediante la riabilitazione e l'attivazione della visione residua. Sabel dirige l'Istituto di Psicologia Medica dell'Università di Magdeburgo Otto-von-Guericke-Universität.

## Biografia
Bernhard Sabel ha studiato Psicologia all'Università di Treviri, Psicobiologia alla Clark University di Worchester, Massachusetts, e Psicologia fisiologica all'Università di Düsseldorf. Nel 1984 ha conseguito il dottorato di ricerca. Ha lavorato come ricercatore negli Stati Uniti, presso il Massachusetts Institute of Technology e a Monaco di Baviera nell'Istituto Ludwig-Maximilians-Universität. Nel 1988 è stato abilitato da Ernst Pöppel. Nel 1991 è stato "Visiting Neuroscientist" alla Harvard Medical School di Boston.
Nel 1992, Sabel è stato nominato presidente di Psicologia Medica presso l'Università di Magdeburgo. Seguirono soggiorni e visite di ricerca negli Stati Uniti presso la Princeton University e in Cina presso l'Accademia Cinese delle Scienze e la Capital Medical University di Pechino. Sabel è editore della rivista scientifica internazionale "Restorative Neurology and Neuroscience" dal 1997. Dal 2008 al 2010 è stato Vice Rettore per la ricerca della Otto-von-Guericke University a Magdeburgo.
Sabel è sposato e ha tre figli.

## Attività di Ricerca
La ricerca del Prof. Sabel è basata principalmente sugli studi neuropsicologici e sugli aspetti neurobiologici relativi alla plasticità e al ripristino del cervello; la sua ricerca è mirata al recupero funzionale della vista in seguito a danni parziali del sistema visivo  dovuti a danneggiamento del nervo ottico, glaucoma, lesioni cerebrali, retinopatia diabetica o ictus. L’obiettivo principale è il trattamento di difetti visivi dei pazienti attraverso la stimolazione elettrica non invasiva. Questa tecnica aiuta a ristabilire una sincronizzazione naturale dell’attività elettrica del cervello e l'EEG ha evidenziato nei pazienti una variazione delle onde cerebrali (ampiezza, frequenza e connettività funzionale) dopo la stimolazione . Il secondo obiettivo della sua ricerca è l'uso di nanoparticelle per superare le barriere biologiche del corpo e raggiungere importanti obiettivi terapeutici.

## Interessi di Ricerca

### Neuropsicologia
- Meccanismi di plasticità visiva
- Simulazione computerizzata della plasticità nella corteccia visiva
- Previsioni del recupero delle funzioni visive
- Sviluppare e convalidare le procedure computerizzate di diagnosi e trattamento dei pazienti con danni cerebrali
- Sviluppare e convalidare le tecniche di stimolazione cerebrale non invasiva AC per migliorare le prestazioni visive dopo eventuali danno della retina, del nervo ottico o del cervello

### Neurobiologia comportamentale
- Test in vivo per analizzare il recupero visivo e funzionale dei ratti dopo lesione del nervo ottico e dei suoi correlati neuroanatomici
- Trattamento dei ratti parzialmente ciechi con diversi stimoli visivi per un rapido e ottimale recupero  della vista
- Ricerca basata sull'effetto della corrente elettrica (AC) sulla neuroprotezione e sul recupero della performance visiva
- Indagini sull'uso di nanoparticelle per somministrare farmaci attraversando la barriera emato-encefalica.

## Appartenenze e Riconoscimenti

### Appartenenze
- Deutsche Gesellschaft für Medizinische Psychologie
- Deutsche Gesellschaft für Psychologie
- European Neuroscience Association
- International Brain Research Organization (IBRO)
- Society for Neuroscience (USA)
- Deutscher Hochschulverband
- International Brain Injury Association (seit 2010 Mitglied in Board of Governors)
- International Society for Low Vision Research and Rehabilitation (seit 2011 Exec Committee)

### Premi
- Wettbewerb "JUGEND FORSCHT", Sonderpreis Rheinland-Pfalz, 1976
- Research Fellow, The Graduate School, Clark University, 1983–1984
- Stipendiat des DAAD, 1982–84
- Stipendiat der FULBRIGHT KOMMISSION, 1978–80
- Clark University Exchange Scholar, 1978–80
- Followship der International Society for Eye Research, 1992
- Zitierung in "Who´s Who in the World" 1990–2015
- Zitierung in "Who´s Who in Science and Engineering" 1993–2001
- Maria Saveria Cinquegrani-Preis des Verbundes der Innovation Relay Centers (IRC) der Europäischen Gemeinschaft für die beste Innovation in Communication and Information Technologies, Florenz, 2000
- Leonardo da Vinci award, The World Organization for the Achievement of Human Potential, Philadelphia, 2005
- Science4life, 10. Business Plan Wettbewerb: Frankfurt. 3. Platz im bundesweiten Wettbewerb. 2008 (für EBS Technologies GmbH)
- Venture Lounge Berlin; Gewinner 1. Platz, 2009
- Auszeichnung für innovativstes start-up Unternehmen (Leuchtturm des High-Tech-Gründerfonds) durch Minister Brüderle (März 2011)
- "Hai-ju" Award, Beijing Overseas Talents Program, 2012[7]

## Pubblicazioni
- B.A. Sabel, M.D. Slavin, D.G. Stein: Trattamento GM1-ganglioside facilita il recupero dopo danno cerebrale bilaterale. In: Science. Vol. 225, 1984, pp. 340–342, PMID 6740316.
- B.A. Sabel, D.G. Stein: trattamento farmacologico del danno al sistema nervoso centrale. In: Nature. Vol. 323, 1986, pp. 340–342, PMID 3762702.
- B.A. Sabel, R. Engelmann, M.M. Humphrey: Neuroimaging confocale in vivo dei neuroni del SNC (ICON). In: Nature medicine. Vol. 3, 1997, pp. 244–2472, PMID 9018248.
- E. Kasten, S. Wust, W. Behrens-Baumann, B.A. Sabel: addestramento basato sul computer per il trattamento della cecità parziale. In: nature medicine. Vol. 4, No. 9, 1998, pp. 1083–1087, doi: 10.1038 / 2079, PMID 734406.
- D.A. Poggel, E. Kasten, B.A. Sabel: terapia visiva attenzionale nei pazienti con perdita del campo visivo. In: Neurology. Vol. 63, No. 11, 2004, pp. 2069–2076, PMID 15596752.
- B.A. Sabel, P. Henrich-Noack, A. Fedorov, C. Gall: recupero della vista dopo danno cerebrale e retinico: la "teoria dell'attivazione della visione residua". In: Progress in Brain Research. Vol. 192, 2011, pp. 199–262, doi: 10.1016 / B978-0-444-53355-5.00013-0.
- C. Gall, S. Sgorzaly, S. Schmidt, S. Brandt, A. Fedorov, B.A. Sabel: stimolazione con corrente alternata transorbitale non invasiva e qualità della vita correlate alla visione in neuropatia ottica. In: brain stimulation. Volume 4, No. 4, 2011, pp. 175–188, doi: 10.1016 / j.brs.2011.07.003.
- B.A. Sabel, A.B. Fedorov, N. Naue, A. Borrmann, C. Herrmann, C. Gall., Stimolazione con corrente alternata non invasiva in neuropatia ottica. In: Restorative neurology and neuroscience Vol. 29, No. 6, 2011, pp. 493–505, doi: 10.3233 / RNN-2011-0624.
- M. Bola, C. Gall, C. Moewes, A. Fedorov, H. Hinrichs, B.A. Sabel: rottura e ripristino della rete di connettività funzionale cerebrale nella cecità. In: Neurology. Vol. 83, No. 6, 2014, pagg. 542-551, doi: 10.1212 / WNL.0000000000000672.
- M. Bola, B.A. Sabel: riorganizzazione dinamica delle reti funzionali cerebrali durante la cognizione. In: NeuroImage. Volume 114, 2015, pag 398-413, doi: 10.1016 / j.neuroimage.2015.03.057.
- C. Gall, S. Schmidt, M.P. Schittkowski, A. Antal, G.G. Ambrus, W. Paulus, M. Dannhauer, R. Michalik, A. Mante, M. Bola, A. Lux, S. Kropf, S.A. Brandt e B.A. Sabel: stimolazione a corrente alternata per il ripristino della vista dopo il danno del nervo ottico: uno studio clinico randomizzato. In: PLOS ONE. Volume 11, n. 6, 2016, doi: 10.1371 / journal.pone.0156134, PMID 27355577, PMC 4927182 (testo completo gratuito).